# Folligny
Folligny település Franciaországban, Manche megyében. Lakosainak száma 1109 fő (2022. január 1.). Folligny Saint-Sauveur-la-Pommeraye, Équilly, Hocquigny, La Lucerne-d’Outremer, La Meurdraquière és Saint-Jean-des-Champs községekkel határos.

## Népesség
A település népességének változása:
| Lakosok száma | 565  | 690  | 760  | 920  | 1064 | 1079 | 1089 | 1084 | 1094 | 1109 |
|               | 1968 | 1982 | 1990 | 2006 | 2013 | 2015 | 2017 | 2019 | 2020 | 2022 |